# Hieròfil (metge)
Hieròfil  (Herophilus,  Ἱερόφιλος) fou un metge grec que va escriure un tractat curt de medicina titulat Ἱεροφιλου Σοφίδτου περὶ Τροφῶν Κύκλος: ποίᾳ δεῖ χρᾶσθαι ἑκάστῳ μηνὶ, καὶ ὁποίοις ἀπέχεσθαι, en llatí Hierophili Sophistae de Alimentis Circulus; quibusnam uti, et a quibusnam abstinere oportcat. Del seu examen es dedueix que fou escrit per un autor del segle xi o segle xii. Inclou instruccions dietètiques per cada mes de l'any i està ple de paraules desconegudes dels autors grecs antics.